# Azowy
Azowy (ros. Азовы) – wieś (sieło) w Rosji, w Jamalsko-Nienieckim Okręgu Autonomicznym, w rejonie szuryszkarskim. W 2021 liczyła 302 mieszkańców, głównie Chantów.